# A Friend of a Friend
A Friend of a Friend är det första studioalbumet av Dave Rawlings Machine, utgivet 2009. På skivan medverkar även Gillian Welch.
Låten "To Be Young (Is to Be Sad, Is to Be High)" är skriven tillsammans med Ryan Adams och återfinns även på dennes album Heartbreaker. "I Hear Them All" och "Method Acting" är tidigare inspelade av Old Crow Medicine Show respektive Bright Eyes, vilka Rawlings också tidigare samarbetat med. Låten "Cortez the Killer" är en Neil Young-cover.

## Låtlista
1. "Ruby" (David Rawlings/Gillian Welch) - 4:54
2. "To Be Young (Is to Be Sad, Is to Be High)" (Ryan Adams/David Rawlings) - 3:48
3. "I Hear Them All" (David Rawlings/Ketch Secor) - 2:27
4. "Method Acting/Cortez the Killer" (Conor Oberst/Neil Young) - 10:20
5. "Sweet Tooth" (Morgan Nagler/David Rawlings/Gillian Welch) - 5:20
6. "How's About You" (David Rawlings/Gillian Welch) - 3:54
7. "It's Too Easy" (David Rawlings/Gillian Welch) - 3:08
8. "Monkey and the Engineer" (Jesse Fuller) - 3:38
9. "Bells of Harlem" (David Rawlings/Gillian Welch) - 4:07